# Földes Gyula
Guthori Földes Gyula (Csukárpaka, 1829. október 17. – Bacsfa, 1910. szeptember 8.) 48-as honvéd, ügyvéd, országgyűlési képviselő.

## Élete
Szülei Földes Joakim Pozsony vármegye főadószedője és tejfalusi Sidó Anna voltak. 4 év gimnáziumot Pozsonyban járt, majd retorikát és poézist tanult Nagyszombatban, bölcseletet és jogot ismét Pozsonyban.
1848 júliusában ügyvédi gyakorlatra ment, azonban már szeptember 3-án a Pozsony vármegyei önkéntesek soraiba lépett. Onnét október 7-én a 15. honvéd-zászlóaljba lépett és végigharcolta a 48-as szabadságharcot. 1849. augusztus 13-án tette le a fegyvert. Aradon kényszersorozták az osztrák hadseregbe, de kolerás lett, felgyógyulva megszökött, Mezőkovácsházán és 1850 decemberéig a Csanád vármegyei pusztákon és Simándon bujkált, míg szülei felmentést szereztek, s a szülői házhoz visszatérhetett.
1852-ben Botló József uradalmi ügyészhez ment gyakorlatra. Botló a kivégzett báró Jeszenák János özvegyének, gr. Forgách Alojziának is ügyésze volt és e minőségben a meggyilkolt javainak lefoglalásakor az utcára dobott családi levéltár rendezését bízta segédére. A munka elvégzése után a báróné elismerésül Földest titkárává, a fiscussal és unokatestvéreivel folytatott pereiben pedig jogtanácsosává tette. 1861-ig vezette a báróné ügyeit Nyitraújlakon, amikor Pozsony vármegye megválasztotta első aljegyzővé s a gazdasági egylet titkárává (1873-1899). 1862-ben letette az ügyvédi vizsgát. 1867-ben Pozsony vármegyénél törvényszéki bíró lett s e tisztséget az államosításig viselte, mikor a pozsonyi királyi törvényszékhez nevezték ki bírónak. A politikai viharok közepette, Földes nem tudta elviselni az elnök zaklatásait, és lemondott hivataláról.
Megalapította Pozsonyban pártja számára az első ellenzéki német lapot, a Westungarischer Grenzbotet (1872. május 1.) és szerkesztette azt december 14-ig, midőn azt Simonyi Iván tőle átvette. A Pozsony vármegyei s városi egyesült baloldali ellenzék megválasztotta elnökévé, s ezen tisztet a fúzióig vitte. Pozsony vármegye törvényhatósági bizottságának az alapítástól tagja volt. Ennek fizetetlen közgazdasági előadója volt, amíg a kormánytól függő fizetéses előadók ügyét nem tették rendbe.
1881-1883 között a dunaszerdahelyi kerület országgyűlési képviselője.
A bacsfai régi temetőben található sírja. Felesége Burián Izabella (1847-1919), fia Földes György (1885-1977) író, újságíró, lapszerkesztő, árvaszéki tisztviselő.
A Magyar Történelmi Társulat rendes tagja volt. 1888-tól a Felső-csallóközi Ármentesítési Társaság igazgatója.

## Művei
- 1896/1999 Felső-Csallóköz árvédekezésének története.
- 1901 A Marcha-Magyari és Gúthori Földes család genealogiája. Pozsony.
- Felszólalásaiból a Duna-szabályozásra vonatkozó a Közgazdasági Érdekekben megjelent.
- 1998 A 15. honvédzászlóalj három első századának krónikája. Kalligram 1998. március.

Az 1850-es és 1860-as években a Gazdasági Lapok munkatársa. Az 1860-as években a Pressburger Zeitungba is írt.
1861-től szerkesztette a Pozsony vármegyei Gazdasági Egylet évkönyveit, majd az egyesületi Gazdasági Értesítőt. 1888-tól szerkesztette a Felső-csallóközi Ármentesítő Társaság jelentéseit